# Amr ibn Ubayd
Amr Ibn Ubayd ibn Bāb (en arabe : عمرو بن عبيد بن باب), mort en 761, fut l'un des premiers fondateurs du mouvement théologique rationaliste des mu'taziles, littéralement « ceux qui se retirent », fondé par Wasil ibn Ata, mort en 749. D'origine iranienne il était l'élève du célèbre théologien primitif Hasan al-Basri, et a présidé les mu'taziles pendant les premières années du Califat abbasside. Il a eu une position politique quiétiste envers la politique abbasside. 

## Biographie
Son grand-père avait été capturé lorsque les musulmans ont conquis Kaboul (actuel Afghanistan) sous Abd Allah ibn Samora en 663 et de nouveau en 665. Le père d'Amr avait servi comme sergent sous al-Hajjaj, mais de profession il était tisserand. Amr avait appris le même métier et peut donc avoir fait une connaissance précoce avec Wassil Ibn Ata. Leurs relations personnelles étroites sont attestées par le fait que Wasil a épousé sa sœur. Doctrinalement, ils auraient eu des désaccords avec lui au début ; Wasil l'aurait ensuite converti à son opinion théologique après une longue discussion. Plus que Wasil, Amr appartenait au cercle des proches disciples de Hasan al-Basri, dont il a transmis le Tafsir. 

## Amr_ibn_Ubayd et l'école Mu'tazilite
Selon les hérésiographes musulmans, les membres du mouvement ont adhéré à cinq principes, clairement énoncés pour la première fois par Abu al-Hudhayl, qui sont le Monothéisme; la justice divine; la promesse et la menace; la position intermédiaire; le commandement du bien et l'interdiction du mal (al-amr bil ma'ruf wa al-nahy 'an al munkar).
Après la mort de son maître Hasan al-Basri, il semble avoir lutté avec Qatada ibn De'ama (en) (mort en 735) pour la direction de l'école. Le fait qu'il ait perdu cette lutte théologique peut expliquer, dans une certaine mesure, pourquoi il est devenu mu'tazile et a créé son propre cercle. Il semble presque certain qu'Amr n'a commencé à jouer un rôle majeur dans le mouvement mu'tazilite qu'après la mort de Wasil en 749. Vers 759, il devait négocier, en tant que doyen des mu'taziles, avec le calife al-Mansur concernant l'attitude de ses partisans envers Nafs az-Zakiya, qui avait commencé la propagande pour la cause des Alides en Irak. Bien qu'il y ait de fortes sympathies pour Nafs al-Zakiya parmi les mu'tazilites, Amr ibn Ubayd resta toutefois neutre. Il est décédé avant le déclenchement de la rébellion de Nafs al-Zakiya en 762 (en).